# آثار تغير المناخ على الثدييات البحرية

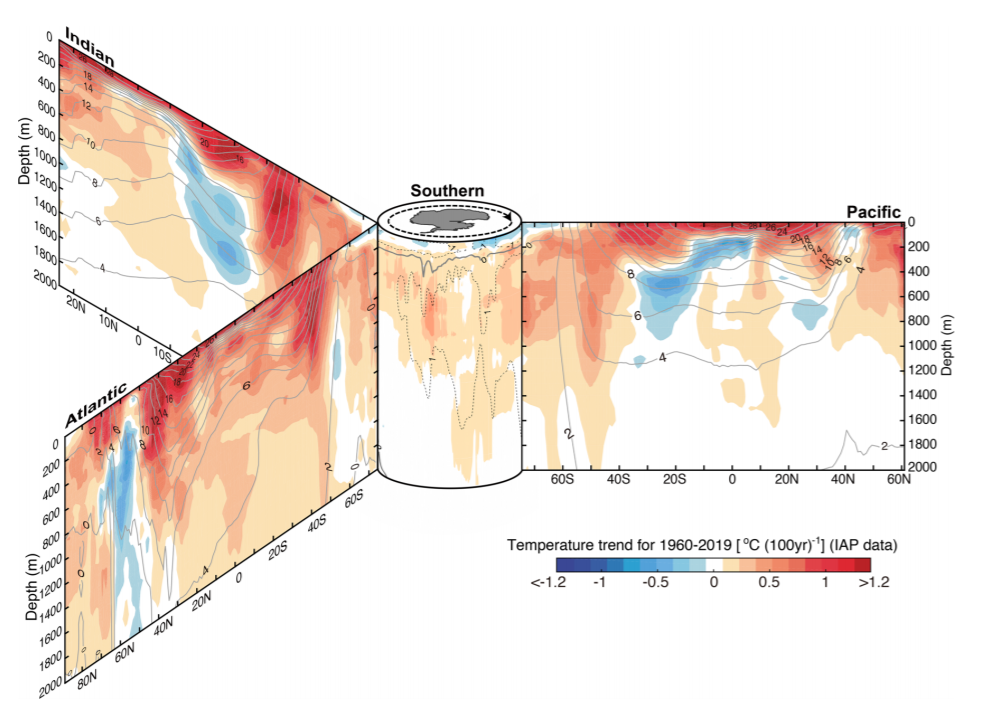
رسم توضيحي لتغير درجات الحرارة منذ عام 1960 وحتى 2019 عبر كل محيط، بدءًا من المحيط الجنوبي حول القارة القطبية الجنوبية (شينج وآخرون، 2020)

تعتبر آثار تغير المناخ على الثدييات البحرية مصدر قلق متزايد. كثير من آثار الاحترار العالمي مجهولة حاليًا بسبب انعدام القدرة على التنبؤ، لكن العديد منها أصبح اليوم في اتضاح متزايد. بعض هذه الآثار مباشر للغاية، مثل فقدان الموطن الطبيعي والإجهاد الحراري والتعرض للطقس القاسي. وهناك تغيرات أخرى غير مباشرة أكثر، كالتغيرات في ترابطات الممرض بالمضيف والتغيرات في حالة الجسم إثر التفاعل بين المفترس والفريسة والتغيرات في التعرض للسموم وانبعاثات ثاني أكسيد الكربون والتفاعلات البشرية الزائدة. وعلى الرغم من التأثيرات الكبيرة المحتملة لاحترار المحيطات على الثدييات البحرية، فإن قابلية تأثر الثدييات البحرية بالاحترار العالمي لا تزال غير مفهومة.
هناك افتراض عام بأن الثدييات البحرية في القطب الشمالي كانت الأكثر قابلية للتأثر بتغير المناخ، نظرا للانخفاض الملحوظ والبارز للغطاء الجليدي في القطب الشمالي. ومع ذلك، فقد أشار تنفيذ نهج قائم على السمات لتقييم قابلية تأثر جميع الثدييات البحرية في ظل الاحترار العالمي المستقبلي، إلى أن شمال المحيط الهادئ وبحر جرينلاند وبحر بارنتس تستضيف الأنواع الأكثر عرضة للتأثر بالاحترار العالمي. وقد اعتُبر شمال المحيط الهادئ بالفعل نقطة ساخنة للتهديدات البشرية للثدييات البحرية، وهو الآن أيضا نقطة ساخنة لقابلية التأثر بالاحترار العالمي. يؤكد ذلك على أن الثدييات البحرية في هذه المنطقة ستواجه خطرًا مزدوجًا من كل الأنشطة البحرية (كحركة المرور البحرية والتلوث واستثمارات النفط والغاز في عرض البحر) وكذلك الاحترار العالمي، مع إمكانية حدوث تأثير إضافي أو تآزري، وتواجه هذه النظم البيئية نتيجة لذلك عواقب لا رجعة فيها في أداء النظام البيئي البحري. وبالتالي ينبغي أن تركز خطط الحماية على هذه المناطق.

## التأثيرات المحتملة
تطورت الثدييات البحرية لتعيش في المحيطات، لكن التغير المناخي يؤثر على موطنها الطبيعي. قد لا تتكيف بعض الأنواع بسرعة كافية فيؤدي ذلك لانقراضها.

### احترار المحيط
خلال القرن المنصرم، تزايد متوسط درجة حرارة سطحي البر والبحر إثر تزايد تأثير الاحتباس الحراري بسبب الأنشطة البشرية. ومنذ عام 1960 وحتى 2019، ارتفع متوسط درجة الحرارة في أعلى 2000 متر من المحيطات بمقدار 0.12 درجة مئوية، في حين ازدادت حرارة سطح المحيط 1.2 درجة مئوية عن الحقبة ما قبل الصناعية.
تميل الكائنات البحرية عادة إلى معايشة درجات حرارة مستقرة نسبيًا مقارنة بالأنواع الأرضية، ومن ثم فهي تميل لأن تكون أكثر حساسية تجاه تغير درجات الحرارة بالمقارنة مع الكائنات الأرضية. لذلك فإن احترار المحيط سيؤدي إلى تزايد هجرة الأنواع، إذ ستبحث الأنواع المعرضة للخطر عن موطن أكثر ملاءمة. ولو استمرت درجات الحرارة في الازدياد، فقد تنتقل بعض الأحياء إلى أماكن أكثر برودة وقد تختفي بعض أنواع حافة النطاق من مياهها الإقليمية أو قد تتعرض للعيش في نطاق عالمي مصغر. وسيؤدي التغير الحادث في وفرة بعض الأنواع إلى التأثير على مصادر الغذاء المتاحة للثدييات البحرية، مما سيحدث تحولات بيوجغرافية للثدييات البحرية. وإضافة إلى ذلك، فلو لم يستطع نوع الهجرة إلى بيئة مناسبة، ولم يتمكن من التكيف مع تزايد درجة حرارة المحيط، فسيواجه الانقراض.
يعتبر ارتفاع مستوى سطح البحر مهمًا أيضًا عند تقييم آثار الاحترار العالمي على الثدييات البحرية، إذ إنه يؤثر على البيئات الساحلية التي تعتمد عليها الأنواع الثديية البحرية.